# 香

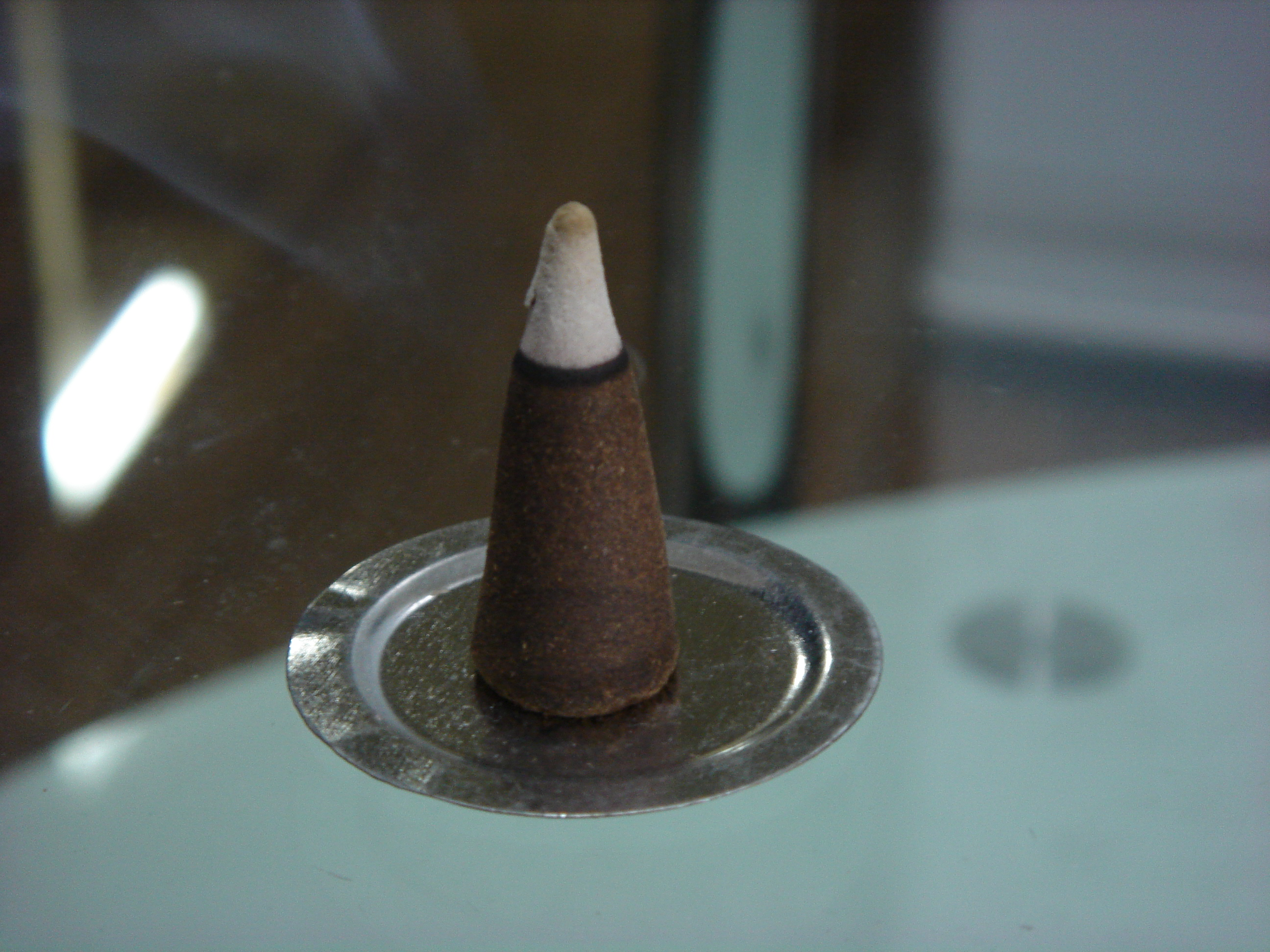
コーン型

香（こう、英: incense）とは、本来、伽羅、沈香、白檀などの天然香木の香りをさす。そこから線香、焼香、抹香、塗香等の香り、またこれらの総称として用いられる。お香、御香ともいう。

## 歴史
香の歴史はかなり古く、古代のオリエント世界では乳香、没薬などの薫香が盛んに用いられた。紀元前3000年前のメソポタミア文明ではシダーが香木として称えられ、古代エジプトではキフィと呼ばれる調合した香が重要な輸出品となっていた。オリエントの香りに関する知識はインドを経て中国・日本までもたらされた。
北アメリカのインディアンは、セージやジュニパーなど虫除けや人体にある種の効能を与える植物を使った香の伝統を培っている。

## 原料
原料となる香料の種類は多く、白檀、丁香などのように樹木の皮、葉、根などの粉末や、乳香、安息香など、芳香のある樹脂や麝香、竜涎香など動物性のものがあり、ふつう香木（明香）と練香（煉香、合香）とに分けられる。

## 使用方法
使用方法の違いによって、焚いて使用する香（焼香）と、焚かずに体に塗る香（塗香）に大きく分けられる。
焚いて使用する香は次のような方法で使用されている。
- 線香 - 棒状、渦巻状があり、棒状のものには竹などの芯に香を塗りつけたものと香自体を棒状に成形したものがある。線香は砂を盛った皿やホルダーに立てて使われ、主に南アジアから東アジアに見られる。

- コーン型 - 香をコーン型に成形したもので、陶器製の皿など入れ物に入れて焚かれる。香への関心の高まりとともに世界的に普及した[1]。
- 香炉 - 粉末状の抹香などの香を香炉に入れた炭火に乗せて燃焼させる方法。比較的長時間焚く事ができる。
- アロマランプ - 目の細かいフィルターや耐熱性のある皿の上に芳香植物や樹脂を乗せ、下から蝋燭などの火であぶる方法。
- 蚊遣り火 - イネ科の植物コウボウと芳香植物を束にして縛り、乾燥させたもの。端に火を付け、ゆっくりと燃え尽きるまで焚く。インディアンの伝統的な方法。

## 効果
香の香りをかぐことで、脳内にアルファ波や、エンドルフィンなどの心地よさをもたらす物質が分泌され、癒やし効果がある。

## 宗教における使用
仏教と深い関わりがある他、多くの宗教・スピリチュアリティで儀式に用いられている。

### 仏教
仏教の発祥地であるインドは多くの香木の産地であり、また酷暑の気候による悪臭を防ぐために、香は重要な役割を果たしている。仏教では、香を焚くと不浄を払い心識を清浄にするとされ、仏前で香を焚き、花や灯明とともに仏前に供することを供養の基本としている（「香華を手向ける」という言葉がある）。また仏像、仏具の材料として香木を用いる事も多く、仏典の中にも香についての記述は多い。

### キリスト教
キリスト教では正教会が振り香炉などで頻繁に用いる。

## 危険性
お香の煙にはタバコと同様の一酸化炭素、ホルムアルデヒド、酸化窒素などの有害物質が含まれており、目・鼻・喉・皮膚の刺激、呼吸器症状、頭痛、心血管疾患の悪化、肺細胞構造の変化など多数の健康障害と関連付けられている。
バンコクにおいてはお香が大気汚染の原因の一つとなっており、当局は国民に自粛を要請している。